# 艾滕
艾滕是德国巴登-符腾堡州的一个市镇。总面积9.21平方公里，总人口553人，其中男性287人，女性266人（2011年12月31日），人口密度60人/平方公里。